# Юніорська збірна Індії з хокею із шайбою
Юніорська збірна Індії з хокею із шайбою  — національна юніорська команда Індії, що представляє країну на міжнародних змаганнях з хокею із шайбою. Опікується командою Асоціація хокею Індії, команда брала участь у Азійському Кубку Виклику з хокею із шайбою.

## Історія
Збірна Індії дебютувала на Азійському Кубку Виклику з хокею із шайбою 2012 року серед юніорів у Абу-Дабі столиці ОАЕ. Фінішували четвертими на турнірі, зазнавши тут і найбільшої поразки від збірної ОАЕ 1:31.

## Виступи на міжнародних турнірах
- Кубок виклику Азії (юніори) — 2012  — 4 місце.